# Exetastes majevskajae
Exetastes majevskajae là một loài tò vò trong họ Ichneumonidae.